# Locomotiva FDS 400

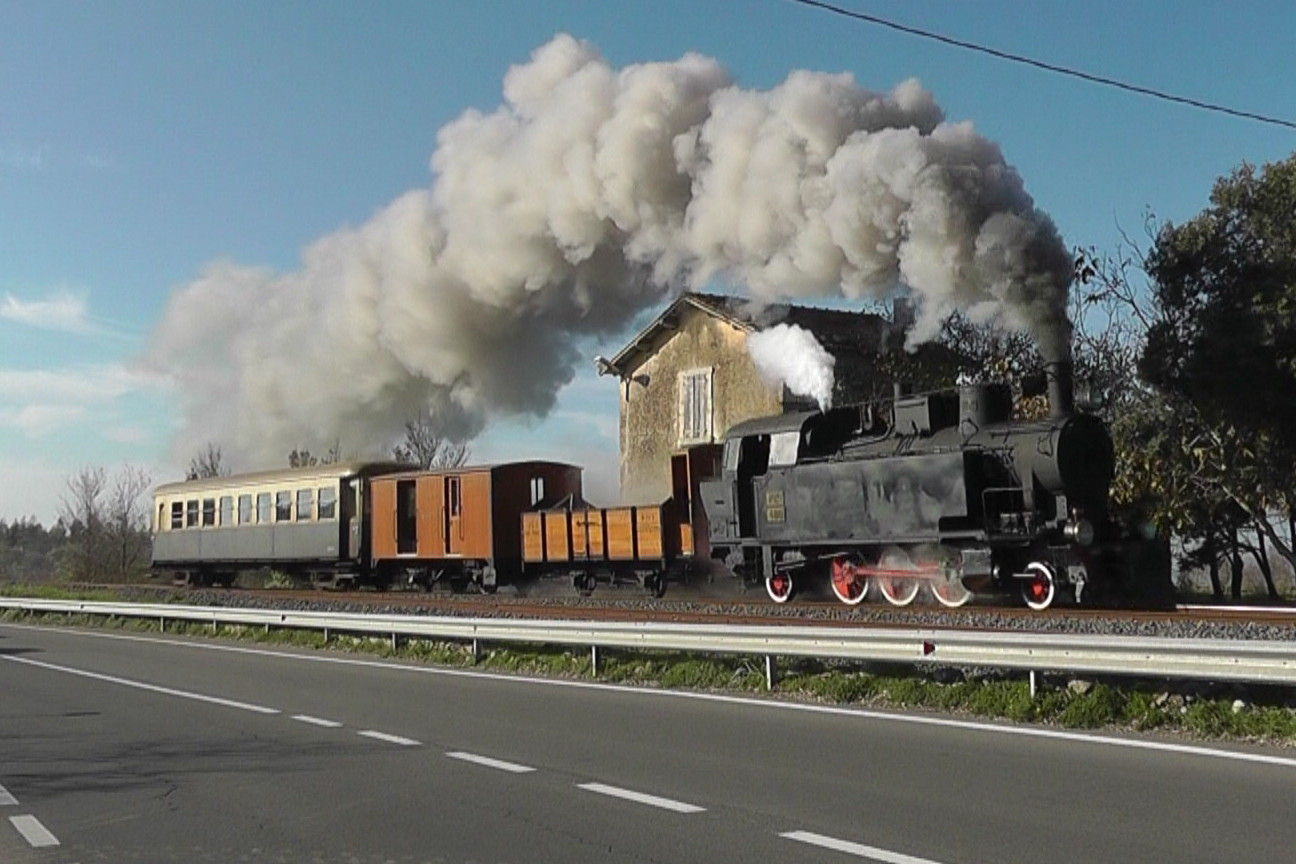
FCS 400 a Bivio Escolca verso Isili

La locomotiva FDS gruppo 400  è una locotender a vapore costruita dalle Officine Meccaniche Reggiane  per il servizio sulle linee delle Ferrovie Complementari della Sardegna, poi Ferrovie della Sardegna, ed oggi impiegate per il servizio turistico Trenino Verde dell'ARST.

## Storia
Le locomotive vennero ordinate allo scopo di potenziare il parco macchine FCS, che necessitava di mezzi più potenti, alle Officine Meccaniche di Reggio Emilia più conosciute come le Reggiane e consegnate in numero di tre unità nel 1931. Il primo esemplare (la numero 400) iniziò l'esercizio il 12 giugno di quello stesso anno, seguita nel mese successivo dalle altre due unità (numerate 401 e 402), si tratterà delle ultime locomotive a vapore a venire acquisite dalle FCS. Vennero a svolgere servizio principalmente sulla tratta Cagliari-Arbatax, facendo base presso il compartimento cagliaritano delle FCS. Accantonate in seguito al progressivo passaggio alla trazione diesel, dagli anni ottanta sono state oggetto di restauro a cura dell'Ente Turistico della Sardegna. La prima è stata la FDS 400, la seconda, la 402 mentre la 401 è stata demolita nel 1997 a scopo ricambi; ciò allo scopo di promuovere il turismo ferroviario sulla rete FdS (oggi ARST) mediante la creazione del servizio turistico denominato Trenino Verde. Le due locomotive gruppo 400 tuttora esistenti vengono impiegate per i convogli turistici diretti verso Arbatax e Sorgono.